# Strypi
Strypi ist die Bezeichnung einer amerikanischen Höhenforschungsrakete, die von den Sandia National Laboratories entwickelt wurde.
Als Erststufe wird eine Castor-Rakete, unterstützt mit zwei Recruit-Boostern, verwendet. Je nach Version kommen verschiedene Oberstufen zum Einsatz. Die Strypi hat einen Durchmesser von 79 cm und erreicht eine Gipfelhöhe von 200 Kilometern.
Ursprünglich wurde sie als Trägerrakete für atmosphärische Kernwaffentests entwickelt. In dieser Funktion wurde sie nur einmal eingesetzt, als sie am 20. Oktober 1962 von Johnston Island startete, um für den Test „Dominic Checkmate“ einen Nuklearsprengsatz in 147 km Höhe zur Explosion brachte.
Zahlreiche weitere Starts als Höhenforschungsrakete erfolgten vorwiegend von der Kauai Test Facility, aber auch von der Poker Flat Research Range und der Wallops Flight Facility.